# Mythimna obscura
Mythimna obscura là một loài bướm đêm trong họ Noctuidae.